# Associação de Pais da Senhora da Hora
A Associação de Pais da Senhora da Hora é uma associação localizada na Senhora da Hora dedicada ao desenvolvimento de atividades de natureza educacional, cultural, desportiva e recreativa.
Alguns exemplos de atividades: "noites de poesia, rancho folclórico infantil, sessões de teatro e cinema, debates, espectáculos musicais, prática das mais diversas modalidades desportivas, escola de música, celebrações do Dia Mundial da Criança, as Festas de Natal e de Carnaval".

## História
A APSH foi fundada a 14 de fevereiro de 1970 por Sérgio Manuel da Silva Leite (principal promotor), Leonel da Silva Oliveira e António de Oliveira Pinho Branco, primeiros sócios da associação. A associação surgiu na sequência de um debate realizado no Clube de Desportos e Educação Física Norte sobre as relações entre os pais e filhos. Seguidamente foi criada uma Comissão Organizativa por Sérgio Leite, Leonel Oliveira, António Branco, Jaime Carvalho, António Freitas e Hermínio Almeida.
No dia 30 de setembro de 1971 "é lavrada a escritura de consituição da Associação de Pais da Senhora da Hora no 8º Cartório Notarial do Porto".
No dia 29 de outubro de 1971, "o Subsecretário de Estado da Juventude e Desporto aprovou os estatutos de Associação de Pais da Senhora da Hora [...] confirmada pela publicação no Diário da República 2 de dezembro de 1971".
No dia 27 de novembro de 1971 foram "eleitos os primeiros corpos gerentes nomeados em Assembleia Geral realizada na Junta de Freguesia da Senhora da Hora".
Em 1980, a APSH contava com 750 sócios efetivos.

## Objetivos iniciais
Inicialmente, a associação direcionou as suas atividades para o "desenvolvimento educacional, cultural e social das crianças e jovens". Os seus objetivos eram:
- Promover e defender os Direitos da Criança (Declaração Universal de novembro de 1959)[2];
- "Criar secções que se destinem à música, teatro, artes plásticas, cinema, desporto, entre outros"[2];
- "Colaborar com as escolas da freguesia e todos os organismos e/ou instituições afins"[2];
- "Propagandear o ensino pré-primário com vista à institucionalização obrigatória e gratuita"[2].

## Locais da sede
A sede da APSH passou por vários locais:
1. Instalações da extinta MOJAF (Movimento Juvenil de Ajuda Fraterna);
2. Café na Alameda das Sete Bicas;
3. Rua Senhor da Penha;
4. Avenida Manuel Pinto de Azevedo (1973-1996);
5. Rua Vasco Santana (desde o dia 15 de janeiro de 1996 até aos dias de hoje).